# Slimane-Baptiste Berhoun
 (juin 2013).
Slimane-Baptiste Berhoun, né le 22 mars 1985, est un réalisateur, scénariste, écrivain et acteur français.
Également présentateur de l'émission Big Bug Hunter puis Big Bang Hunter ainsi que voix d'Esprit Japon, il occupe occasionnellement d'autres fonctions comme directeur de la photographie ou encore cadreur[réf. souhaitée].
Slimane-Baptiste Berhoun interprète entre autres le Docteur Henry Castafolte dans Le Visiteur du futur et a écrit à partir de 2014 la suite de la série dans le roman La Meute. Il est également le créateur de plusieurs web-séries que ce soit avec le collectif Frenchnerd ou avec l'entreprise Brainsonic, dont Scred TV, J'ai jamais su dire non, Les Opérateurs, La Théorie des balls et Le Secret des balls.

## Parcours
Slimane-Baptiste Berhoun réalise ses premières vidéos très jeune, aidé par son grand-père et avec son ami d'enfance Mathieu Poggi. Après un bac S, il intègre l'école d'audiovisuel de Boulogne où il apprend les techniques de base de la caméra et de la lumière. Il y rencontre François Descraques et participe en tant que scénariste ou cadreur à ses courts-métrages. Durant cette période, Slimane-Baptiste réalise également d'autres courts-métrages, notamment Garde-fou.
Il intègre en 2008 le collectif Frenchnerd où il participe à des projets et crée lui-même des web-séries.
Slimane-Baptiste travaille pour l'entreprise Brainsonic où il réalise quelques publicités et web-séries, en particulier 42e étage produite par SFEIR et qui compte deux saisons ainsi que John & John qui a pour but de faire connaître l'entreprise et les métiers de l’audiovisuel.
En 2012, à l'occasion du tournage des Opérateurs, il rencontre la comédienne Sabine Perraud qu'il épouse en 2015.
De janvier 2012 à juin 2013, il est présentateur de Big Bug Hunter diffusée sur la chaîne Nolife ainsi que Big Bang Hunter. Il est aussi la voix-off de l'émission Esprit Japon, produite par la chaîne de télévision japonaise TSS pour la chaîne Nolife depuis 2014.
Slimane-Baptiste joue également en tant qu'acteur dans plusieurs autres projets, notamment le court-métrage Les Jims dans lequel il tient le rôle principal ou encore avec le Golden Moustache à travers Le Golden Show ou Suricate.
Après La Meute en 2014, Slimane Baptiste-Berhoun publie fin 2017 Les Yeux, un thriller, chez Bragelonne.

## Sur Frenchnerd
Dès la création de Frenchnerd en 2008, Slimane-Baptiste participe à des petits projets de François Descraques en tant qu'acteur ou en prêtant sa voix. Avec ce dernier, il coréalise également sa première web-série Scred TV qui est diffusée au début de 2009.
C'est surtout grâce à son apparition dans la web-série de François Descraques Le Visiteur du futur que Slimane-Baptiste commence à se faire connaître. Il incarne le robot Dr Henry Castafolte.
À la suite de ce succès et voyant qu'il est possible de réaliser une web-série assez rapidement (ce qui n'était pas le cas avec Scred TV), Slimane-Baptiste décide de créer J'ai jamais su dire non où il joue Tom, le personnage principal.
De 2010 à 2014, il reprend son rôle du Dr Castafolte dans les trois saisons suivantes du Visiteur du futur, dans lequel son personnage évolue et devient plus important.
Après cela, Slim joue dans quelques sketchs du Golden Show réalisé par François Descraques, notamment le présentateur de Facebook News.
En 2012, il réalise Le Guichet, une web-série sur le cinéma de 17 épisodes et financée par Orange.
Ensuite, Slim coréalise avec François Descraques leur première web-série pour la télévision française : Les Opérateurs.
En 2014, il écrit le roman La Meute d'après une idée originale de François Descraques et lui-même. Ce livre est la suite directe de la saison 4 du Visiteur du futur.
Il reprend son rôle de Tom dans la web-série spin-off de J'ai jamais su dire non intitulée La Théorie des balls ainsi que dans Le Secret des balls.
Il est également l'un des créateurs de la chaîne YouTube Frenchball.

## Filmographie
Sauf indication contraire, les informations mentionnées dans cette section peuvent être confirmées par la base de données cinématographiques IMDb,  présente dans la section « Liens externes ».

### Réalisateur

#### Courts métrages
- 2007 : Garde-Fou
- 2011 : Les 100 ans de Brainsonic
- 2013 : Lost Island: Le repérage (avec Nadja Anane)

#### Web-séries
- 2009 : Scred TV (avec François Descraques)
- 2010-2011 : J'ai jamais su dire non
- 2011-2012 : 42e étage
- 2012 : Le Guichet
- 2012 : Les Opérateurs (avec François Descraques)
- 2012 : MDR
- 2012-2013 : John & John
- 2014-2015 : Epic Fitness
- 2015 : La Théorie des balls
- 2016 : Le Secret des balls
- 2018 : Vestiaires libérés
- 2018 : Les Engagés, saison 2

#### Publicités
- 2013 : Bye bye Messenger
- 2013 : L'interview du jour : Michel, utilisateur de Skype

#### Séries télévisées
- 2019 : Mental
- 2021 : L'école de la vie
- 2022 : Vortex

### Scénariste
Excepté certaines publicités, L'école de la vie et Vortex, Slimane-Baptiste Berhoun est scénariste de toutes ses réalisations.

#### Longs métrages
- 2022 : Les Liaisons dangereuses (scénariste associé)

#### Courts métrages
- 2005 : L'Entretien (avec François Descraques)
- 2006 : La Poursuite (avec François Descraques)
- 2013 : Lost Island: Le repérage de lui-même et Nadja Anane
- 2014 : Le Paramétrage de la Vie de Raphaël Descraques
- 2015 : La Chasse aux canards de François Descraques

#### Émission
- 2012-2013 : Big Bug Hunter

### Acteur

#### Longs métrages
- 2015 : Les Dissociés du collectif Suricate : le trader
- 2022 : Le Visiteur du futur de François Descraques : Dr Henry Castafolte

#### Courts métrages
- 2009 : Destination Pluton : le présentateur
- 2011 : L'enfant qui dormait tout le temps d'Anaïs Vachez : le narrateur
- 2012 : Les Super-Métro : RER A
- 2012 : The Day The Earth Stopped Masturbating : le présentateur
- 2013 : Les Jims : Jim
- 2014 : Le Paramétrage de la Vie de Raphaël Descraques
- 2014 : BlaBla
- 2015 : La Chasse aux canards de François Descraques
- 2016 : The Mission²: The Mission Square de Raphaël Descraques
- 2017 : Le Déménagement des Parasites : Yacine
- 2019 : Le Roi des Cons de Studio Bagel : Lit King Size

#### Web-séries
- 2009 : Scred TV : lui-même
- 2009-2014 : Le Visiteur du futur : Docteur Henry Castafolte / Docteur Henry van der Castafolte / Riton (Henry Bouchard)
- 2010-2011 : J'ai jamais su dire non : Tom
- 2011-2013 : Le Golden Show
- 2012 : La séance du mardi : Dimitrov Kalidoulansky
- 2012 : Norman fait son cinéma : lui-même
- 2012 : Les Opérateurs : Slim
- 2012 : J'aime mon Job : Matthieu
- 2012 : Le Guichet : Guy
- 2012 : MDR : Lui-même
- 2012 - 2013 : John & John : John
- 2013 - 2014 : Suricate : Un prince charmant / voix off
- 2015 : La Théorie des balls : Tom
- 2015 : Rock macabre : Chef du GIGN (voix)
- 2016 : Le Secret des balls : Tom
- 2017 : The Cell: Simon Bariona
- 2017 : Dans les films
- 2018 : Arel3 : Gaëtan
- 2018 : Les Emmerdeurs : Milice
- 2018 : Groom : Pascal Barriau
- 2019 : Martin, sexe faible (saison 4)
- 2021 : Les Engagés XAOC : Nils (épisode 2)

#### Publicités
- 2013 : Bye bye Messenger
- 2013 : L'interview du jour : Michel, utilisateur de Skype

## Théâtre
- 2015 : Milarepa[4]

## Publications
- 2014 : Le Visiteur du futur - La Meute (d'après une idée originale de François Descraques et lui-même)
- 2017 : Les Yeux

## Animateur
- 2010 : SAP - Pilotage des coûts informatiques
- 2011 : TV4Finance
- 2012 - 2013 : Big Bug Hunter sur Nolife
- 2015 - 2016 : Big Bang Hunter sur Nolife
- 2016 - 2018 : Esprit Japon (voix off) sur Nolife

## Distinctions
Cette section ne s'appuie pas, ou pas assez, sur des sources secondaires ou tertiaires indépendantes du sujet. Le texte peut contenir des analyses inexactes ou inédites de sources primaires.
Pour l'améliorer, ajoutez-en, ou placez des modèles {{Source secondaire souhaitée}} ou {{Source secondaire nécessaire}} sur les passages mal sourcés. (janvier 2023)
- 2010 : Prix du public au Festival Ptit Clap pour Garde-fou
- 2011 : Meilleure Websérie d'humour au Montreux Comedy Awards pour J'ai jamais su dire non
- 2013 : Top Com d'argent Consumer dans la catégorie Marketing Viral pour Bye bye Messenger
- 2015 : Prix Région Île-de-France au Web Program Festival pour La Théorie des balls